# Montenegro Democratico
Montenegro Democratico (in montenegrino: Demokratska Crna Gora/Демократска Црна Гора, DCG), noto anche come i Democratici (Democrate/Демократе), è un partito politico conservatore liberale, populista e europeista del Montenegro.

## Storia
Il partito è nato da una scissione col Partito Popolare Socialista del Montenegro nel 2015.
I Democratici hanno attualmente sette parlamentari nel parlamento montenegrino, eletti nelle elezioni parlamentari del 2023. Il suo fondatore e attuale leader è Aleksa Bečić, ex Presidente del Parlamento.

## Risultati elettorali
| Elezione          | Voti   | %     | Seggi  |
| ----------------- | ------ | ----- | ------ |
| Parlamentari 2016 | 38.327 | 10,01 | 8 / 81 |
| Parlamentari 2020 | 51.298 | 12,53 | 9 / 81 |
| Parlamentari 2023 | 37.730 | 12,48 | 7 / 81 |

| Elezione           | Candidato      | Voti    | %     | Esito                |
| ------------------ | -------------- | ------- | ----- | -------------------- |
| Presidenziali 2018 | Mladen Bojanić | 111.711 | 33,4  | ❌ Non eletta/o (2º) |
| Presidenziali 2023 | Aleksa Bečić   | 37.563  | 11,10 | ❌ Non eletta/o (4º) |